# Austrochloritis metuenda
Austrochloritis metuenda är en snäckart som beskrevs av Tom Iredale 1938. Austrochloritis metuenda ingår i släktet Austrochloritis och familjen Camaenidae. Inga underarter finns listade i Catalogue of Life.